# Cağacıq
Cağacıq è un comune dell'Azerbaigian situato nel distretto di Quba. Conta una popolazione di 395 abitanti.